# .py
.py es el dominio de nivel superior geográfico (ccTLD) para Paraguay. Este servicio de delegación de nombres es prestado en forma conjunta por el Laboratorio de Electrónica Digital (LED) de la Universidad Católica de Asunción y el Centro Nacional de Computación (CNC) de la Universidad Nacional de Asunción, que son las instituciones responsables de la administración del ccTLD-PY (Paraguay). El CNC (Contacto Técnico del ccTLD-PY) es responsable de la administración y operación de los servidores DNS, y el LED (Contacto Administrativo del ccTLD-PY) es responsable de las aprobaciones de las solicitudes de delegación de dominios.